# Padoem Patsss
Padoem Patsss, de oneliner-show was een Nederlands televisieprogramma van programmaproducent Human Factor TV, werd uitgezonden door BNN en gepresenteerd door Howard Komproe. In het programma presenteerden comedians ("padoem patsssers") vooraf gemaakte oneliners over verschillende onderwerpen.  De comedians waren, René van Meurs, Rob Scheepers, Kasper van der Laan, Roel C. Verburg, Jordi van de Bovenkamp, Johan Kampman, Pieter Jouke,  Bert Gabriëls en Riza Tisserand.  De oneliners werden afgesloten door een "padoem patsss", een tromroffel gevolgd door een bekkenslag, van Cyril Directie op zijn drumstel. Hoe harder de roffel die op een oneliner volgt, hoe meer punten de comedian ermee verdient. Veelal zijn de grappen niet precies één zin lang, maar wel kort van aard.
In het Amsterdamse theatercafé Toomler werden al onelineravonden georganiseerd. In augustus 2015 werd het concept naar televisie gebracht met een pilotaflevering voor 3Lab. In november 2015 begon de eerste serie van vier afleveringen.
Op 27 februari 2018 werd bekend dat er geen vervolg meer komt, omdat het programma niet meer zou passen in de programmering van NPO 3.

## Afleveringen

### Pilot
| Afl. | Uitzenddatum     | Padoem patsssers                                                                           |
| ---- | ---------------- | ------------------------------------------------------------------------------------------ |
| 0.1  | 14 augustus 2015 | Jordi van de Bovenkamp, Kasper van der Laan, René van Meurs, Rob Scheepers, Riza Tisserand |

### Seizoen 1
| Afl. | Uitzenddatum     | Padoem patsssers                                                                         | Gastoptreden |
| ---- | ---------------- | ---------------------------------------------------------------------------------------- | ------------ |
| 1.1  | 29 november 2015 | Jordi van de Bovenkamp, Pieter Jouke, Johan Kampman, René van Meurs, Roel C. Verburg     | Bobbi Eden   |
| 1.2  | 6 december 2015  | Jordi van de Bovenkamp, Pieter Jouke, Kasper van der Laan, Rob Scheepers, Riza Tisserand | Charly Luske |
| 1.3  | 13 december 2015 | Johan Kampman, René van Meurs, Rob Scheepers, Riza Tisserand                             | Eric Corton  |
| 1.4  | 20 december 2015 | Kasper van der Laan, René van Meurs, Rob Scheepers, Riza Tisserand, Roel C. Verburg      |              |

### Seizoen 2
| Afl.    | Uitzenddatum     | Padoem patsssers                                                                                   | Jurylid          |
| ------- | ---------------- | -------------------------------------------------------------------------------------------------- | ---------------- |
| 2.1     | 14 oktober 2016  | Jordi van de Bovenkamp, Johan Kampman, René van Meurs, Rob Scheepers, Riza Tisserand               |                  |
| 2.2     | 21 oktober 2016  | Bert Gabriëls, Pieter Jouke, René van Meurs, Rob Scheepers, Riza Tisserand                         |                  |
| 2.3     | 28 oktober 2016  | Jordi van de Bovenkamp, Pieter Jouke, René van Meurs, Riza Tisserand, Roel C. Verburg              |                  |
| 2.4     | 4 november 2016  | Bert Gabriëls, Johan Kampman, Rob Scheepers, Riza Tisserand, Roel C. Verburg                       |                  |
| 2.5     | 11 november 2016 | Jordi van de Bovenkamp, Pieter Jouke, Johan Kampman, René van Meurs, Rob Scheepers                 |                  |
| 2.6     | 18 november 2016 | Jordi van de Bovenkamp, Bert Gabriëls, Pieter Jouke, Rob Scheepers, Roel C. Verburg                |                  |
| 2.7     | 27 november 2016 | Pieter Jouke, Johan Kampman, Rob Scheepers, Riza Tisserand, Roel C. Verburg                        |                  |
| 2.8     | 9 december 2016  | Jordi van de Bovenkamp, Johan Kampman, René van Meurs, Riza Tisserand, Roel C. Verburg             |                  |
| Special | 28 december 2017 | Jordi van de Bovenkamp, Pieter Jouke, Johan Kampman, René van Meurs, Rob Scheepers, Riza Tisserand | Gwen van Poorten |